# Edenilson Leite
Edenilson Leite, noto anche con lo pseudonimo di Dão (Blumenau, 13 aprile 1979), è un giocatore di calcio a 5 brasiliano.

## Palmarès
- Coppa Libertadores: 1
Jaraguá: 2006
- Campionato Catarinense
Jaraguá: 1995, 1996, 1998[senza fonte], 1999
- Jogos Abertos de SC (Jaraguai do Sul 96, 98, 99)
- Campionato Goiano (UCS/Palmeiras 05)
- Taça Brasil (Malwee Jaraguá 06)